# Place du XXe-Siècle

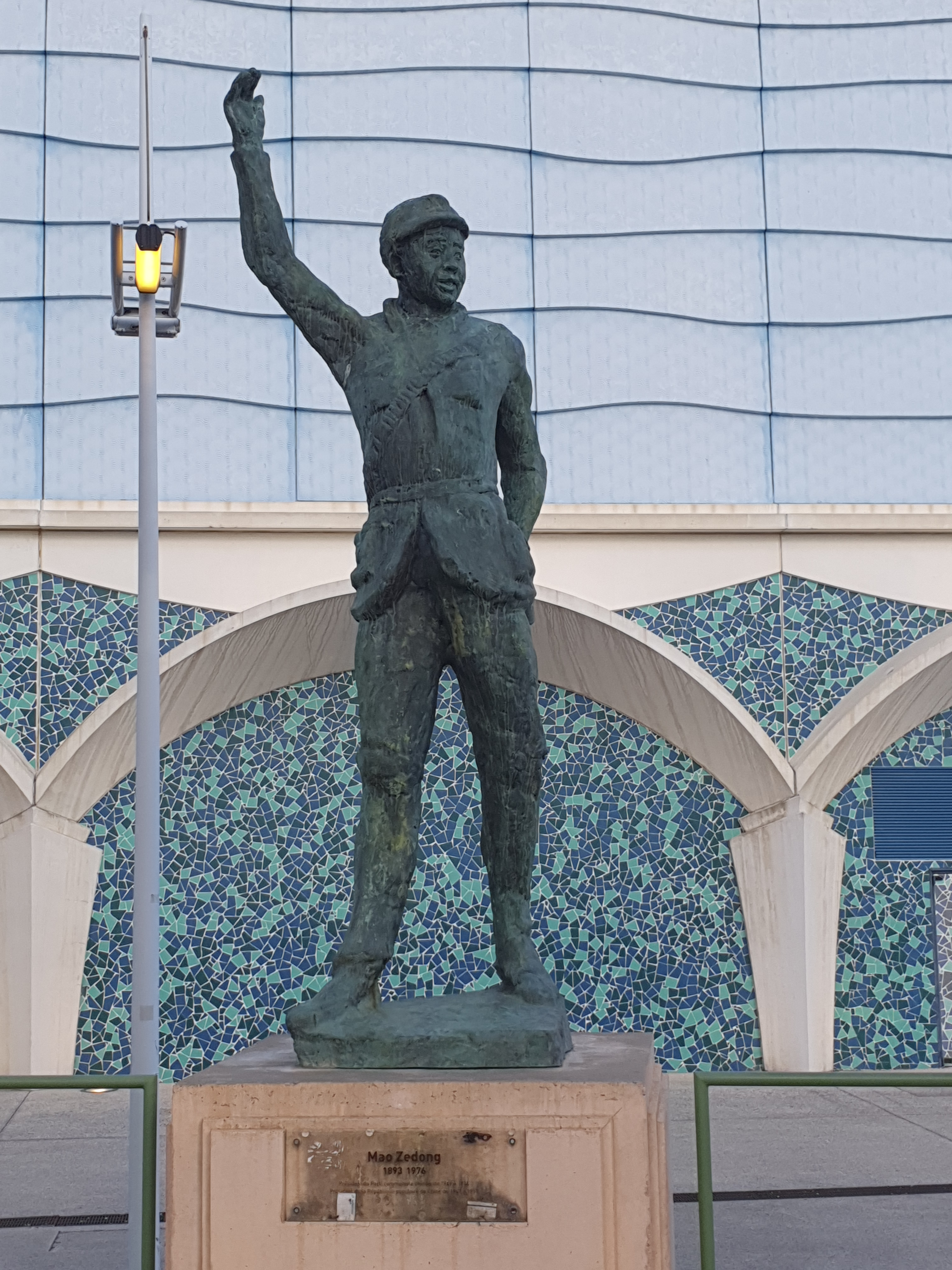
Standbeeld van Mao Zedong

De Place du XXe-Siècle is een openbaar plein in de Zuid-Franse stad Montpellier. De ronde ruimte, aangelegd in 2010, is bekend en berucht vanwege de tien standbeelden van historische persoonlijkheden uit de 20e eeuw.

## Beschrijving
Het cirkelvormige plein heeft een diameter van ongeveer zestig meter. Het ligt bij het winkelcentrum Odysseum in de wijk Port Marianne, ten oosten van Montpellier. In het portiek rond het plein zijn tien standbeelden van politieke figuren uit de 20e eeuw opgesteld:
- Winston Churchill
- Mohandas Gandhi
- Charles de Gaulle
- Jean Jaurès
- Vladimir Lenin
- Mao Zedong
- Golda Meïr
- Nelson Mandela
- Gamal Abdel Nasser
- Franklin Delano Roosevelt

## Geschiedenis
De site werd ontwikkeld aan het begin van de 21e eeuw. Volgens het idee van de lokale politicus Georges Frêche zouden er tot vijftien politieke standbeelden komen. De eerste vijf (Churchill, De Gaulle, Jaurès, Lenin en Roosevelt) werden door hem ingehuldigd op 17 september 2010. Door zijn dood kort daarop duurde het tot 24 juli 2012 alvorens de volgende vijf standbeelden werden geplaatst. De laatste vijf standbeelden die Frêche overwoog (Pancho Villa, Léopold Sédar Senghor, Deng Xiaoping, Lula en Stalin) kwamen er niet.
Tegen de kritiek dat figuren als Lenin, Stalin en Mao een onterecht eerbetoon kregen, bracht Frêche in dat de beelden niet bedoeld waren om individuen te verheerlijken, maar als symbool van de bepalende ideologieën van de 20e eeuw. Het standbeeld van Mao is het enige ter wereld dat buiten China bestaat.